# Adrien de Nicomédie
Pour les articles homonymes, voir Saint Adrien.
 (mars 2025).
Adrien de Nicomédie (ou Adrianus, saint Adrien) est un saint chrétien dont la réalité historique est incertaine. Son histoire, ainsi que de sa jeune épouse Natalie (sainte Nathalie, Natacha), est contée dans La Légende dorée de Jacques de Voragine (1266).

## Historique
Adrianus était officier dans l'armée de l'empereur romain Galère qui faisait appliquer avec zèle les quatre édits de persécution des chrétiens de Dioclétien.
Vers 306, alors qu'Adrianus avait vingt-huit ans, il se convertit devant le courage de trente-trois chrétiens de Nicomédie que Galère avait ordonné de supplicier en les faisant fouetter à coups de nerfs, en leur broyant la bouche avec des pierres, puis en les emprisonnant après leur avoir mis le garrot.
Apprenant cette conversion, l'empereur fit emprisonner Adrianus avec les autres chrétiens puis, quelque temps après, le fit comparaître devant lui en présence de ses compagnons pour le faire fouetter ; les coups furent si violents qu'à la fin les entrailles d'Adrianus sortaient de son corps. Puis Adrianus et ses compagnons furent de nouveau jetés en prison.
Comme des matrones, dont Nathalie, soignaient en cachette les martyrs dans leur prison, l'empereur Galère ordonna qu'on tranche les pieds puis les jambes des prisonniers puis qu'on fasse brûler leur corps. Adrianus fut le premier supplicié et on lui coupa également une main.
Quand on jeta les corps des martyrs au feu, Nathalie voulut se précipiter dans le brasier mais une pluie violente éteignit les flammes. Nathalie récupéra alors la main de son mari qu'elle conserva précieusement. Réfugiée peu de temps après à Constantinople pour échapper à la proposition de mariage que lui avait faite un tribun, elle rendit l'esprit après avoir vu, en songe, Adrianus lui demander de le rejoindre dans la paix éternelle.
Les reliques de Nathalie et d'Adrianus ont été transférées, en 1110, de Constantinople au monastère de Grammont en Belgique.
Saint Adrien de Nicomédie et son épouse sainte Nathalie sont fêtés en Orient ensemble le 26 août. En Occident, saint Adrien est fêté le 8 septembre et son épouse Nathalie, qui l'encouragea à souffrir le martyre, est fêtée le 26 août.
Il est réputé guérir les maux de ventre.